# الانتخابات العامة الليبية 1956
أجريت الانتخابات العامة في ليبيا يوم 7 يناير 1956 .

## النظام الانتخابي
وكان مجلس النواب 55 مقعدا، على أساس واحد لكل 20000 نسمة. بعد انتخابات عام 1952، كان قد تم حظر الأحزاب السياسية، لذلك الطعن جميع المرشحين الانتخابات كمستقلين، مع التجمعات السياسية محظورة أيضا. ونتيجة لذلك، واستند التصويت إلى حد كبير على شخصية والعشيرة بربط الصلات والمحسوبية. تم انتخاب 30 مرشحا بالتزكية ز.